# 愛布提珊·扎耶德
愛布提珊·扎耶德（Ebtisam Zayed，1996年9月25日—）是一名埃及自行車運動員，主攻場地賽項目。她曾獲得非洲自行車錦標賽個人爭先賽、競輪賽和積分賽冠軍。

## 外部連結
- procyclingstats.com （页面存档备份，存于）